# چارلز مونسالو
چارلز مونسالو (انگلیسی: Charles Monsalvo؛ زادهٔ ۲۶ مهٔ ۱۹۹۰) بازیکن فوتبال اهل کلمبیا است.
از باشگاه‌هایی که در آن بازی کرده‌است می‌توان به باشگاه فوتبال روساریو سنترال اشاره کرد.